# رافائل رامازوتی دی کادروس
رافائل رامازوتی دی کادروس (به پرتغالی: Rafael Ramazotti de Quadros) مهاجم اهل برزیل است که در تاریخ ۸ سپتامبر ۱۹۸۸ در شهر سائو کتانو برزیل به دنیا آمده‌است.
رافائل رامازوتی دی کادروس در تیم‌های فوتبال Palmeiras B سابقهٔ حضور دارد.